# Gramàtica i apologia de la llengua catalana
Gramàtica i apologia de la llengua catalana (amb l'ortografia original: Gramatica y apología de la llengua cathalana) fou una gramàtica de la llengua catalana escrita per Josep Pau Ballot i Torres entre 1810 i 1814 i editada en una data inexacta entre 1814 i 1815. Aquesta obra fou realitzada amb intenció patriòtica, divulgadora i incitadora a l'ús del català. Fou molt ben acollida i se'n feu una reedició a la dècada del 1830.

## Context històric
Després de la guerra de Successió i la promulgació dels Decrets de Nova Planta començà tot un procés de persecució legal del català que feu que perdés pes com a llengua de cultura. Això feu que durant el període conegut popularment com la decadència el català es trobés en una situació diglòssica respecte del castellà i per consegüent no hi hagués interès a publicar obres en català.
Durant el segle xviii s'escriuen diverses obres sobre el català com les gramàtiques de Josep Ullastre o Joan Petit, però no s'arriben a publicar. L'únic objectiu de les gramàtiques i diccionaris que s'arriben a publicar tenien com a objectiu facilitar el coneixement del castellà. En altres paraules, l'aprenentatge del català era percebut com a útil en la mesura que permetia aprendre millor el castellà, la llengua nacional. En aquesta línia apareixen obres com el Diccionario catalan-castellano-latino (1803–1805) de Bellvitges, Esteve i Joglar.
La Gramàtica i apologia de la llengua catalana fou escrita durant l'ocupació napoleònica, però paradoxalment en un moment en què el català fou llengua oficial juntament amb el francès a Catalunya. El govern francès feia un esforç per separar el territori català de l'espanyol i s'ha d'entendre en aquest context alguna de les seves polítiques. La Gramàtica es publicà un cop acabada la Guerra del Francès en el moment en què el prestigi del català es trobava més clarament subordinat al castellà.

## La defensa del català
Tal com indica el títol de l'obra, la Gramàtica de Ballot inclou una part apologètica de defensa de la llengua catalana. Aquesta defensa i alabança del català contrasta clarament amb l'ambient propagandístic a favor del castellà entre els cercles cultes contemporanis. Aquesta idealització de la llengua pròpia es fa amb la intenció de compensar la supremacia del castellà com a llengua culta entre els escriptors catalans i es basa en una reivindicació de l'antic prestigi de la llengua catalana en l'època medieval i en suposades qualitats internes (com ara la seva brevetat) respecte d'altres llengües.
Per a posar de manifest el seu patriotisme empra una frase del Llibre de Consells del valencià Jaume Roig, substituint «limosina» per «Cathalunya». Ballot proclamava: «Criat en la pàtria que es diu Cathalunya. No vol aquest llibre mudar son llenguatge». A més, el llibre exhorta els erudits i homes de ciència a emprar el català com a llengua escrita i fineix la gramàtica amb un vers de la Crònica Universal de Jeroni Pujades: «Pus parla en cathalà, Déu l'in don glòria».
En l'epíleg també fa una endreça a la Reial Junta de Comerç i reconeix que és una obra per a dotar a la llengua catalana d'una gramàtica alhora que esdevindrà una eina perquè els estrangers puguin conèixer l'idioma i comerciar a l'interior del país.

## Característiques de laGramàtica
L'ortografia proposada per Ballot està molt influïda per l'ortografia castellana i es caracteritza per:
- Rebuig de l'ús excessiu de l'apòstrof, de l'apòcope, de la metàtesi dels pronoms febles.

- Ús del circumflex en les vocals després de x, per indicar que aquesta té el valor [ks] (ex. exêrcici, maxîma, exîstencia…). El circumflex, però, no té utilitat, ja que pel so fricatiu postalveolar sord ([ʃ]) utilitza el dígraf ix (deixadés, deixaren, conèixer, mateix…).
- Ús de la y com a conjunció coordinant, substituïda per e davant de i–.
- Ús de la ll per representar tant el so de la ela geminada com de la ella (ex. ella, sensilla, millors; i illustrar, intelligencia…).
- Variació tg i tj per a representar els sons africats postalveolars sords ([ʧ]) i sonors ([ʤ]) (ex. desitgs, desitjat, desitjas…).
- Rebuig de la –d final i ús de la –t en les formes masculines dels participis i en els gerundis.
- Ús de la s per representar el fonema [s] i rebuig de la ç (amb excepció de mots com aço o dolça).
- Ús del dígraf ny pel so nasal palatal sonor ([ɲ]). A l'època era habitual l'ús de la ñ.

Quant a la morfologia:
- Els plurals femenins es formen acabats –as.
- Ús de la terminació –an per a la tercera persona plural del present d'indicatiu dels verbs de la primera conjugació (ex. troban, experimentan…).
- Ús de la desinència –e per la forma de present de subjuntiu (ex. assegure, perpetúe…). Puigblanch criticarà la desinència –e per ser un castellanisme i pel fet de no distingir-se de l'indicatiu.
- Ús de l'article definit masculí lo i los i rebuig de el i els.
- Acceptació de les formes dels pronoms possessius femenins següents: la mia, la tua, i la sua; la meva, la teva i la seva; i les formes simples ma, ta i sa.

Finalment, pel que fa a la sintaxi:
- Ús del subjuntiu en llocs en què l'ús actualment és opcional (ex. no hi ha llengua que ab mes breus paraules diga…). Per contra, ús de l'indicatiu en la construcció negativa (ex. no saben que consta).

- Ús de la perífrasi d'obligació amb el verb deure (ex. déu constar) en lloc de la construcció amb haver de.
- Ús de la construcció per a què + oració subordinada (ex. pera que sia).

## Edicions
- Ballot y Torres, Joseph Pau. Gramática de la llengua cathalana.  Barcelona: Pere Pau Husson, 1813.
- Ballot y Torres, Joseph Pau. Gramática y apología de la llengua cathalana.  Barcelona: Joan Francesc Piferrer, 1814-1815. OCLC 82185526.
- Ballot y Torres, Joseph Pau; Josef Salat. Gramatica y apología de la llengua cathalana.  Barcelona: Joan Francesc Piferrer, 1827. OCLC 743124459.
- Ballot, Josep Pau. Mila Segarra (ed.). Gramatica y apología de la llengua cathalana.  Barcelona: Alta Fulla, 1987. 8486556406. ISBN 9788486556495. OCLC 18815223.
- Ballot y Torres, Joseph Pau. «Gramatica y apología de la llengua cathalana». A: Mila Segarra (ed.); Josep Moran (ed.). El catalán en la historia lingüística de España.  Madrid: Fundación Mapfre Tavera, 2001 (Biblioteca Digital Clásicos Tavera, VIII disc 66). 8484790231. ISBN 9788484790235. OCLC 760591643. Arxivat 2012-05-10 a Wayback Machine.
- Ballot y Torres, Joseph Pau. Gramática y apología de la llengua cathalana.  Sevilla: Extramuros, 2009. 8486556406. ISBN 9788498622591.
- Ballot y Torres, Joseph Pau. Gramática y apología de la llengua cathalana.  Sevilla: Extramuros, 2011. ISBN 9788498627909. Arxivat 2010-03-26 a Wayback Machine.